# Deutsche Schiff- und Maschinenbau

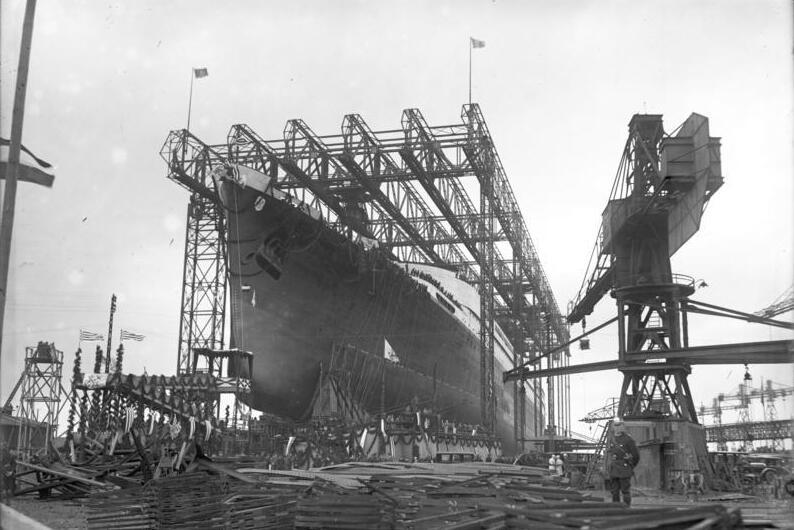
Будівництво пасажирського лайнера «Бремен» на корабельні «Дешимаг». Серпень 1928

«Дойч Шиф- унд Машиненбау» (нім. Deutsche Schiff- und Maschinenbau), також «Дешимаг» (нім. DeSchiMAG) — німецька суднобудівна компанія, що складалася з восьми суднобудівних компаній за часів Третього Рейху.
Компанії, що входили до Акціонерного товариства «Дешимаг»:
- AG Weser, Бремен (закрита 1983 році)
- Vulkan-Werke Hamburg AG, Гамбург (1930 році продана Howaldtswerke-Deutsche Werft)
- Joh. C. Tecklenborg, Везермюнде (закрита 1928 році)
- Seebeckwerft A.G., Бремергафен (1988 році злилася з Schichau Seebeckwerft; закрита 2009 році)
- AG Vulcan Stettin, Штеттін (закрита 1928 році)
- Actien-Gesellschaft «Neptun», Росток (у 1935 році банкрутувала; з 1997 року частина компанії Meyer Werft GmbH & Co. KG, Папенбург)
- Nüscke & Co. A.G, Штеттін (банкрут 1928)
- Frerichswerft AG, Айнсварден (з 1935 року припинила кораблебудування, зосередилася на виробництві літаків, як Weser Flugzeugbau)